# چارلز سلون
چارلز سلون (انگلیسی: Charles Sellon؛ ‏ ۲۴ اوت ۱۸۷۰ – ۲۶ ژوئن ۱۹۳۷) بازیگر اهل ایالات متحده آمریکا بود.
از فیلم‌هایی که وی در آن نقش داشته‌است، می‌توان به مرا ستاره کن، بولداگ درومند، دختری در لیموزین، لباس رقص گاو، قماربازان، و دایموند جیم اشاره کرد.